# Angelica pubescens
Angelica pubescens är en flockblommig växtart som beskrevs av Carl Maximowicz. Angelica pubescens ingår i släktet kvannar, och familjen flockblommiga växter. Utöver nominatformen finns också underarten A. p. pubescens.